# Sista dansen (musikalbum)
Sista dansen är ett album från 1985 av det svenska punkbandet Charta 77. Gavs ut på LP.
(Det finns också en liveskiva med samma namn med Asta Kask och Rolands Gosskör.)

## Låtar på albumet
| Nr  | Titel                          | Längd | Notering |
| --- | ------------------------------ | ----- | -------- |
| A1. | Skrik                          | 0:36  |          |
| A2. | Sista dansen                   | 4:11  |          |
| A3. | Då vill jag inte (bli stor)    | 2:45  |          |
| A4. | Ingenting i år                 | 3:02  |          |
| A5. | Svart jul                      | 2:23  |          |
| A6. | Här och nu                     | 2:51  |          |
| A7. | Sex fot under                  | 4:15  |          |
| A8. | Rymdraket                      | 1:40  |          |
| B1. | Tacka och buga                 | 3:01  |          |
| B2. | Han pratar bara (med sin hund) | 3:05  |          |
| B3. | Svettiga apor                  | 3:27  |          |
| B4. | Dödslängtan                    | 3:39  |          |
| B5. | 10 Zynthar                     | 1:55  |          |
| B6. | Fosterlandet                   | 3:11  |          |
| B7. | Är det först då?               | 4:21  |          |
| B8. | Nuclear party                  | 0:46  |          |